# Pasqua de Resurrecció

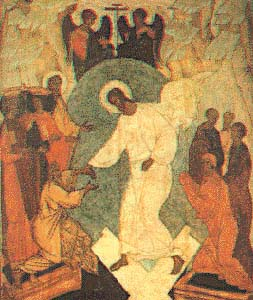
Icona russa de la resurrecció

La Pasqua de Resurrecció, Pasqua Florida, primera Pasqua, diumenge de Pasqua, diumenge de Glòria i antigament Pasqua de flors (nom que es conserva encara a l'Alguer però passant a designar la pasqua de Pentecosta), o simplement Pasqua, en el calendari cristià, és la commemoració de la resurrecció de Jesucrist tres dies després de morir a la creu. Del punt de vista de la fe, és la festa més important del cristianisme, per bé que popularment se celebra amb molta més intensitat Nadal.
'Pasqua' prové del llatí pascha, ve del grec πάσχα, paskha, que alhora deriva de l'arameu פסחא, cognat a l'hebreu פֶּסַח (Péssah), que vol dir "pas". Pasqua Florida és una denominació popular, perquè té lloc normalment a la primeria de la primavera, època de floració. La denominació Primera Pasqua sorgeix de la necessitat de a diferenciar-la de la 'segona Pasqua' o Pasqua Granada, és a dir, la Pentecosta.

## Origen

### Cristianisme
La celebració cristiana comença el diumenge de Pasqua, dia en què culmina la Setmana Santa, i s'allarga durant vuit dies (Octava de pasqua), alhora que s'enceta igualment el cicle de 50 dies del Temps de Pasqua, que va fins a la Pasqua Granada (o Pentecosta). Aquesta diada, que clou definitivament el període de la quaresma, marca el retorn de la vida i de l'abundància, les quals triomfen inexorablement de la mort, tant a nivell simbòlic (fi de l'hivern, arribada de la primavera) com espiritual (Crist torna d'entre els morts). El dilluns immediat a la dita festa, que també és considerat festiu, s'anomena la segona festa de Pasqua.
La missa del diumenge de Pasqua és una celebració alegre, enriquida amb cants i música; els fidels reben l'aspersió baptismal amb aigua beneïda durant la Vetlla Pasqual i el capellà llegeix el passatge de l'Evangeli en què Sant Pere explica que va trobar buida la tomba de Crist, prova que aquest havia realment ressuscitat.
La Pasqua ocupa el lloc central de la fe cristiana pel seu paper fonamental i per la seva dimensió simbòlica excepcional: amb ella s'acaben la Setmana Santa i la quaresma i comença el Temps de Pasqua, el qual culmina amb l'ascensió de Crist i l'afirmació de la nova aliança.

### Judaisme
La Pasqua jueva o Pessa'h, és una celebració de la tradició jueva que commemora el pas de la Mar Roja per part dels israelites en el seu Èxode de l'antic Egipte. La Pascua jueva, remet a la noció de 'passatge', que en la tradició judaica té una doble dimensió: el passatge des de la Diàspora fins a la Terra Promesa, i el pas de l'esclavatge a la llibertat. La Pasqua cristiana també reflecteix aquest 'passatge': el de la promesa de la vida eterna (a través de la resurrecció de la carn), així com la transició de l'antic al nou pacte.

## Tradicions

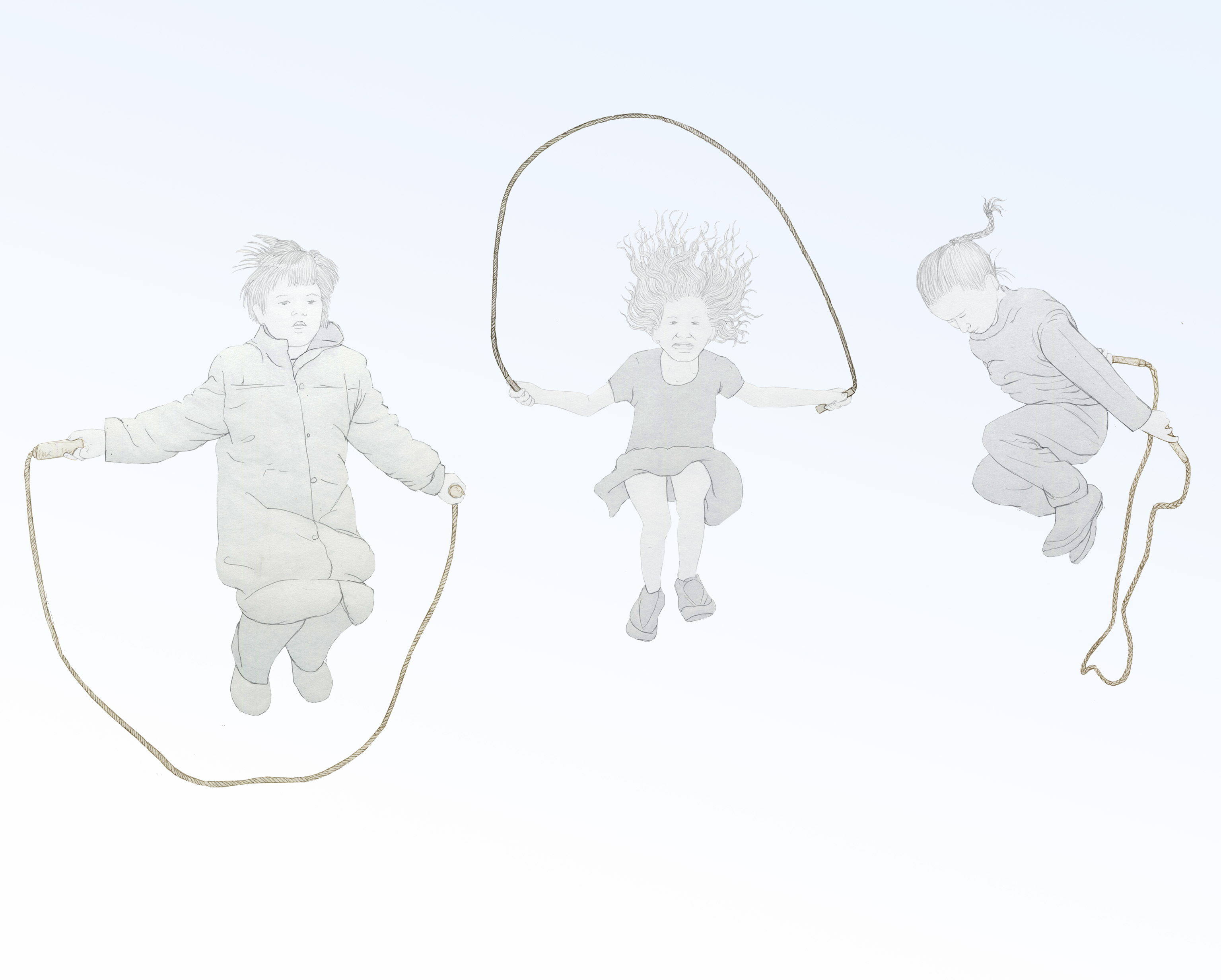
En Pasqua, els infants juguen a la corda. (Museu Valencià d'Etnologia).

A part del seu abast espiritual, la Pasqua simbolitza igualment la fi de les privacions de l'hivern i, sobretot, de la quaresma, pel que, a nivell popular, enceta un període de festivitats on el menjar hi té un paper preeminent.

### Als Països Catalans
Als Països Catalans, les festes encetades el diumenge es prolonguen els dos dies següents, el dilluns i el dimarts, que antigament també eren festius, i anaven precedides, al Principat, del cant de les caramelles, que abans de la reforma litúrgica s'iniciaven el Dissabte de Glòria. La matinada del dia de Pasqua hi ha la processó, o les processons, de l'Encontre o Sant Trobament, consistent en dues processons, l'una amb la imatge de Crist i l'altra amb la de la Mare de Déu, endolades, que es trobaven a mig camí i que, després d'unificades, retornaven al temple amb cants de goig. Al Rosselló es deia la 'processó del Ressuscitat' i sortia a trenc d'alba, precedida d'un flabioler i timbaler que anunciava la joia pasqual. A Barcelona portava per nom 'dels Enamorats".
El sentit del dinar de Pasqua és reunir tota la família dispersa; el padrí o padrina aquest dia regalen als seus fillols el típic pastís anomenat mona, que tradicionalment es menja l'endemà, el dilluns de Pasqua. A les ciutats s'iniciaven a la tarda els espectacles públics suspesos. El dilluns i dimarts de Pasqua està destinat a sortides al camp o processons a santuaris locals. Des del principi del segle xx aquests aplecs es feren el dilluns, que sol tenir lloc també un àpat conjunt dels caramellaires.

### A Europa
Al Llemosí (Occitània), per Pasqua tradicionalment es menja peix, la daurada, i soupes-rousses. Actualment, per influència estrangera, també es mengen xocolates. Solen tenir forma de petits ous, i algunes de conills grossos, i estan embolicades amb paper brillant de colors vistosos; se'ls amaga als nens al jardí, i els han de trobar. Guanya el nen que més en té.

### El riure pasqual
En els països de llengua alemanya, ja des de l'edat mitjana però especialment en el segle xvi i posteriors, està documentat l'anomenat risus paschalis, el riure pasqual o riure de Pasqua (Osterlachen o Ostergelächter, en alemany), referit al costum d'alguns predicadors, en la missa del Diumenge de Glòria, de fer riure els feligresos, amb facècies i relats còmics i de caràcter sexual, i fins i tot amb gesticulacions obscenes, com a celebració de la ressurrecció de Jesucrist i la fi del període quaresmal. Aquest fenomen, consistent en provocar la hilaritat en la missa pasqual, va continuar, amb variants, i encara continua en alguns casos, en altres països europeus, com és el cas del Sermó de s'Enganalla, de Llucmajor.

## Càlcul del dia
| Any  | Església Catòlica i Protestant | Església Ortodoxa |
| ---- | ------------------------------ | ----------------- |
| 1992 | 19 d'abril                     | 26 d'abril        |
| 1993 | 11 d'abril                     | 18 d'abril        |
| 1994 | 3 d'abril                      | 1 de maig         |
| 1995 | 16 d'abril                     | 23 d'abril        |
| 1996 | 7 d'abril                      | 14 d'abril        |
| 1997 | 30 de març                     | 27 d'abril        |
| 1998 | 12 d'abril                     | 19 d'abril        |
| 1999 | 4 d'abril                      | 11 d'abril        |
| 2000 | 23 d'abril                     | 30 d'abril        |
| 2001 | 15 d'abril                     | 15 d'abril        |
| 2002 | 31 de març                     | 5 de maig         |
| 2003 | 20 d'abril                     | 27 d'abril        |
| 2004 | 11 d'abril                     | 11 d'abril        |
| 2005 | 27 de març                     | 1 de maig         |
| 2006 | 16 d'abril                     | 23 d'abril        |
| 2007 | 8 d'abril                      | 8 d'abril         |
| 2008 | 23 de març                     | 27 d'abril        |
| 2009 | 12 d'abril                     | 19 d'abril        |
| 2010 | 4 d'abril                      | 4 d'abril         |
| 2011 | 24 d'abril                     | 24 d'abril        |
| 2012 | 8 d'abril                      | 15 d'abril        |
| 2013 | 31 de març                     | 5 de maig         |
| 2014 | 20 d'abril                     | 20 d'abril        |
| 2015 | 5 d'abril                      | 12 d'abril        |
| 2016 | 27 de març                     | 1 de maig         |
| 2017 | 16 d'abril                     | 16 d'abril        |
| 2018 | 1 d'abril                      | 8 d'abril         |
| 2019 | 21 d'abril                     | 28 d'abril        |
| 2020 | 12 d'abril                     | 19 d'abril        |
| 2021 |                                |                   |
|      |                                |                   |

- Es considera diumenge de Pasqua el diumenge següent a la primera lluna plena de primavera (o sigui, que caigui a partir del 21 de març, inclòs)[13]
- Es considera diumenge de Pasqua el diumenge següent a la Pasqua jueva (que se celebra la primera lluna plena de primavera, o sigui, que caigui a partir del 21 de març, inclòs)

### Història
Entre l'any 31 dC (Jesús ressuscità l'any 30) i el 325 dC la Pasqua cristiana se celebrava: 
- El dia o just després del primer dia de la Pasqua jueva, amb independència de quin fos el dia de la setmana; o bé
- El diumenge més proper al primer dia de la Pasqua jueva, o el primer dia de la Pasqua jueva si queia en diumenge.

Ambdós mètodes es varen utilitzar durant aquest període.
Al juny del 325 tot un seguit d'astrònoms varen calcular per a l'Església les dates teòriques de lluna plena. Cada una d'aquestes dates és una lluna plena eclesiàstica. La primera lluna plena eclesiàstica que té lloc després del 20 de març (data de l'equinocci de primavera l'any 325) s'anomena Lluna Plena Pasqual. L'any següent, l'Església defineix la data de Pasqua com el primer diumenge que segueix la Lluna Plena Pasqual. Aquest algorisme dona 19 dates possibles per a la Pasqua. Noteu que estava en ús el calendari julià.
El 1582 té lloc la reforma del calendari ordenada pel papa Gregori XIII, que introdueix el calendari gregorià, i amb ell, nous càlculs per a determinar el dia de la Pasqua cristiana. En aquella època la data de l'equinocci s'havia desplaçat deu dies des de la data de l'equinocci l'any 325, perquè l'any mitjà julià (365,25 dies) és més llarg que l'any astronòmic. La reforma gregoriana treu aquests deu dies afegits de més pel calendari julià (al 4 d'octubre del 1582 del calendari julià el va seguir el 15 d'octubre del gregorià) i reforma el calendari donant un any mitjà més curt (365,2425). Aquest calendari és acurat fins a l'any 4100, any en què caldran nous ajustaments.
La definició de Pasqua continua essent la mateixa, però es fan servir algorismes més precisos que donen 35 dates possibles, entre el 22 de març i el 25 d'abril. Es continua prenent el 20 de març com a data teòrica de l'equinocci de primavera (data que no sempre coincideix amb l'equinocci astronòmic).
L'església ortodoxa, però, va continuar usant el calendari julià i el mètode antic de l'any 325. Progressivament varen adoptar el calendari gregorià (Grècia, el darrer país en fer el canvi, ho va fer el 1923), però mantenint l'algorisme de càlcul original. Hi ha però, ocasions en què ambdues dates cauen el mateix dia, com ara l'any 1990, que va caure el 15 d'abril del calendari gregorià, o 2 d'abril al julià.

### Algorisme de Gauss
Per a esbrinar la Pasqua d'un any, procedirem de la següent manera:
1. Dividim l'any el qual vulguem saber la Pasqua entre 19 i a la resta l'anomenem "a".
2. Dividim el mateix nombre entre 4 i anomenem a la resta "b".
3. Tornem a dividir el mateix nombre entre 7 i anomenen a la resta "c".

Posteriorment:
1. Dividim (19*a + m) entre 30 i anomenem "d" a la resta.
2. Dividim (2*b + 4*c + 6*d + n) entre 7 i anomenem a la resta "e".

En aquesta casos, el valor de "m" i "n" serà el següent:
- Si l'any proposat és anterior a la reforma gregoriana, és a dir, abans de 1583, m=15 i n=6.
- Si l'any és posterior, observeu la taula següent:

| Des de 1582 fins a 1699 | m=22 i n=2 |
| Des de 1699 fins a 1799 | m=23 i n=3 |
| Des de 1799 fins a 1899 | m=23 i n=4 |
| Des de 1899 fins a 2099 | m=24 i n=5 |

Un cop sabut això, tenim que la Pasqua serà:
- El (22 + d + e) de març (Agafarem aquesta fórmula sempre que el total no sobrepassi 31)

o bé:
- El (d + e - 9) d'abril (Agafarem aquesta fórmula sempre que el total sigui positiu)

#### Exemple
Com a exemple procedim a escatir la Pasqua de l'any 2005:
1. Resta de 2005 / 19 = 10
2. Resta de 2005 / 4 = 1
3. Resta de 2005 / 7 = 3

Posteriorment,
1. Dividim 19*10 + 24 entre 30 i tenim el nombre 4 de resta.
2. Dividim 2*1 + 4*3 + 6*4 + 5 entre 7 i tenim una resta d'1.

Com que 22 + 4 + 1 = 27, el diumenge de Pasqua serà el 27 de març. A partir d'aquí, podrem determinar totes les altres festes mòbils del calendari.